# 에스토니아 요리

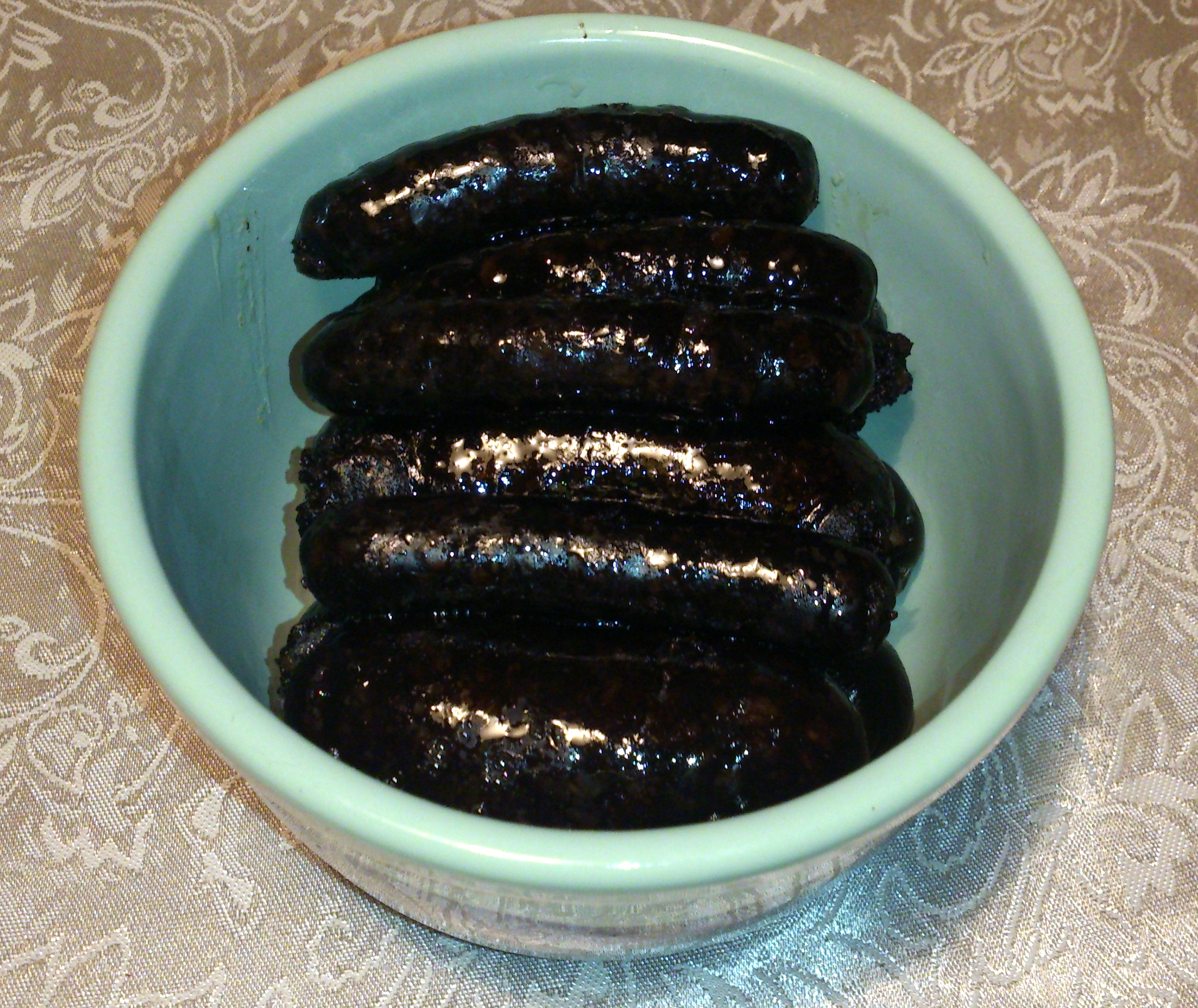
베리보르스트

에스토니아 요리(에스토니아어: Eesti köök 에스티 쾨크)는 동유럽 발트 지방에 있는 에스토니아의 요리이다. 전통적으로 감자와 육류를 위주로 하지만 개방 이후 타국가의 요리가 많이 들어오고 있다. 오늘날에는 낙농품을 많이 소비하며 호밀로 만든 흑빵이 가장 유명하고 흔하다. 에스토니아 음식은 오랫동안 계절에 따라 극한의 차이를 띠어왔다.

## 찬 음식

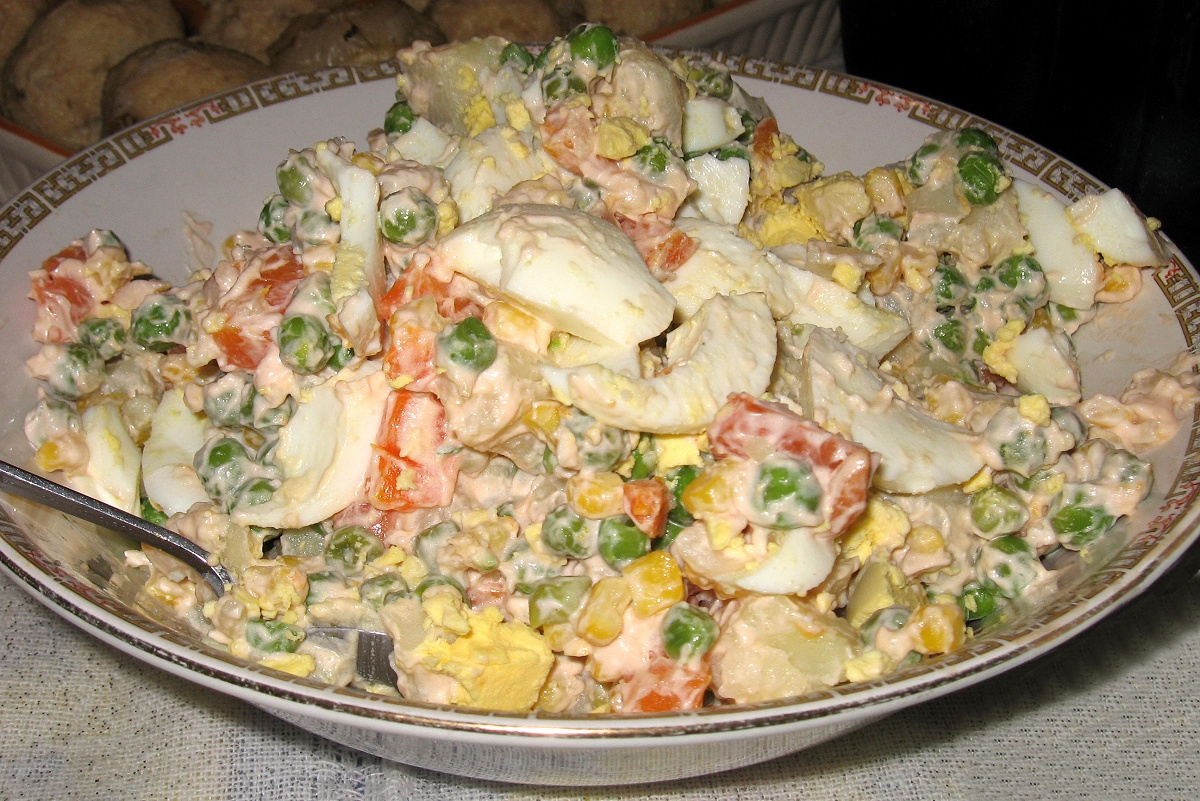

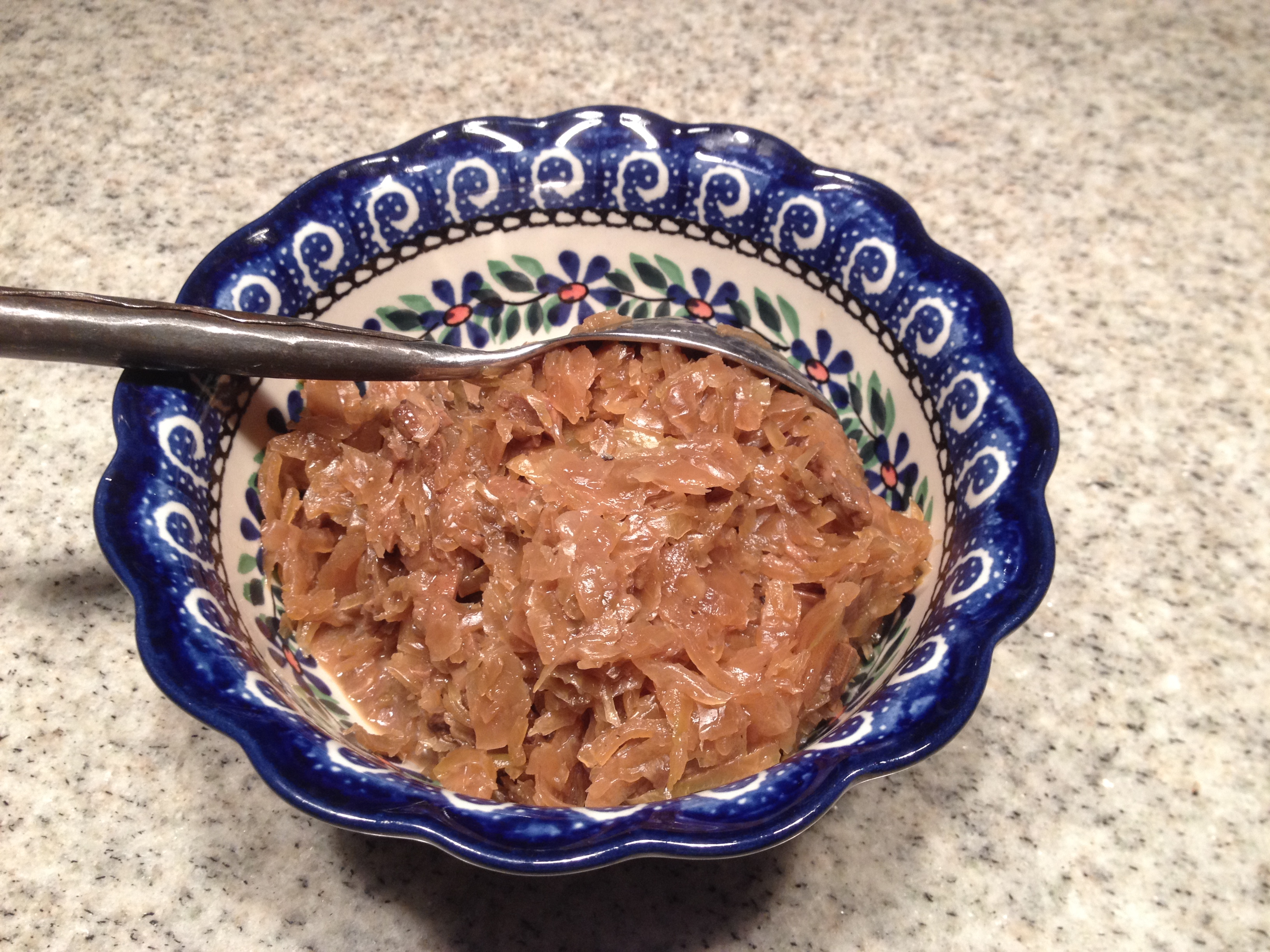

에스토니아 음식을 처음 맛 보려면 찬 음식을 빼놓을 수 없다. 훈제를 차게 식혀서 먹거나 감자 샐러드인 로솔리에(에스토니아어: Rosolje)를 먹는다. 청어류도 많이 먹는다.. 피루카스(에스토니아어: Pirukas)라는 작은 파이는 고기와 배추, 당근류를 한데 넣은 요리이다.
청어류나 가자미가 많이 소비되는데 바닷가재 요리나 수입산 게, 새우 소비가 많아서 발트해의 작은 청어인 발트청어(에스토니아어: Räim)를 모든 국민들이 좋아한다.

## 식사

### 수프
수프는 전통적으로 주요리 전에 먹으며 닭고기와 야채를 섞어서 끓여 먹는 것이 일반적이다. 사우어 크림으로 우유와 요구르트를 한데 요리해서 부드럽게 만들어 먹는다.

### 주요리
육류나 감자류는 자우어크라우트(에스토니아어: Hapukapsas)로 함께 먹으며 에스토니아식 요리 코스에 꼭 나온다. 돼지고기는 구이로 먹으며 베이컨, 햄으로 먹는다. 파이나 소시지로도 많이 소비된다.

### 흑빵
흑빵은 모든 식사에 등장하는데 프랑스어로 맛있는 식사 되세요("Bon Appetite")를 에스토니아 사람들은 jätku leiba라고 말한다. 예부터 빵이라는 식량이 귀중하고 신성시 됐던 문화였기에 에스토니아에서 한 조각 빵을 바닥에 떨어 뜨리면 주운 다음에 그 빵에 꼭 입맞춤을 해야한다. 에스토니아 사람들이 해외에 가면 가장 그리워 하는 맛이 바로 이 빵이라고 한다.

### 음료
가장 흔한 것은 우유이다. 예부터 사랑받아 온 음식은 크바스가 있으며 에스토니아 사람들은 맥주도 아주 좋아한다.

## 계절

### 봄, 여름
대개 봄, 여름에 베리류, 헙, 야채 등 텃밭에서 구할 수 있는 신선한 재료를 많이 먹는다. 따라서 갓 따온 신선한 재료를 볼 수 있다. 사냥이나 어업도 흥하다 보니 이런 일을 취미로 하는 사람들도 많다. 여름에는 야외에서 바비큐 소풍을 하러 떠나는 사람들이 많다.

### 크리스마스 철
겨울에는 잼류를 꺼내다가 빵에 찍어 먹고 외에는 피클류를 보관해두었다가 먹는다. 예부터 과일이나 야채, 버섯류가 겨울에는 귀했기 때문에 저장술이 필수적으로 필요했다. 요즘에는 모든 것을 가게에서 구하기 때문에 이런 일이 흔치는 않지만 겨울철을 대비해서 우리식 김장을 하거나 하는 행위는 시골 마을에서는 아주 흥하고 의식적인 행사로 치부되기도 한다.
에스토니아에서는 영국에서처럼 선지 소시지를 만들어 먹는데 베리보르스트(에스토니아어: Verivorst)라고 부른다. 크리스마스에는 꼭 먹는 음식이다. 크리스마스에 먹는 과자로는 사과파이와 생강 빵이 있다.

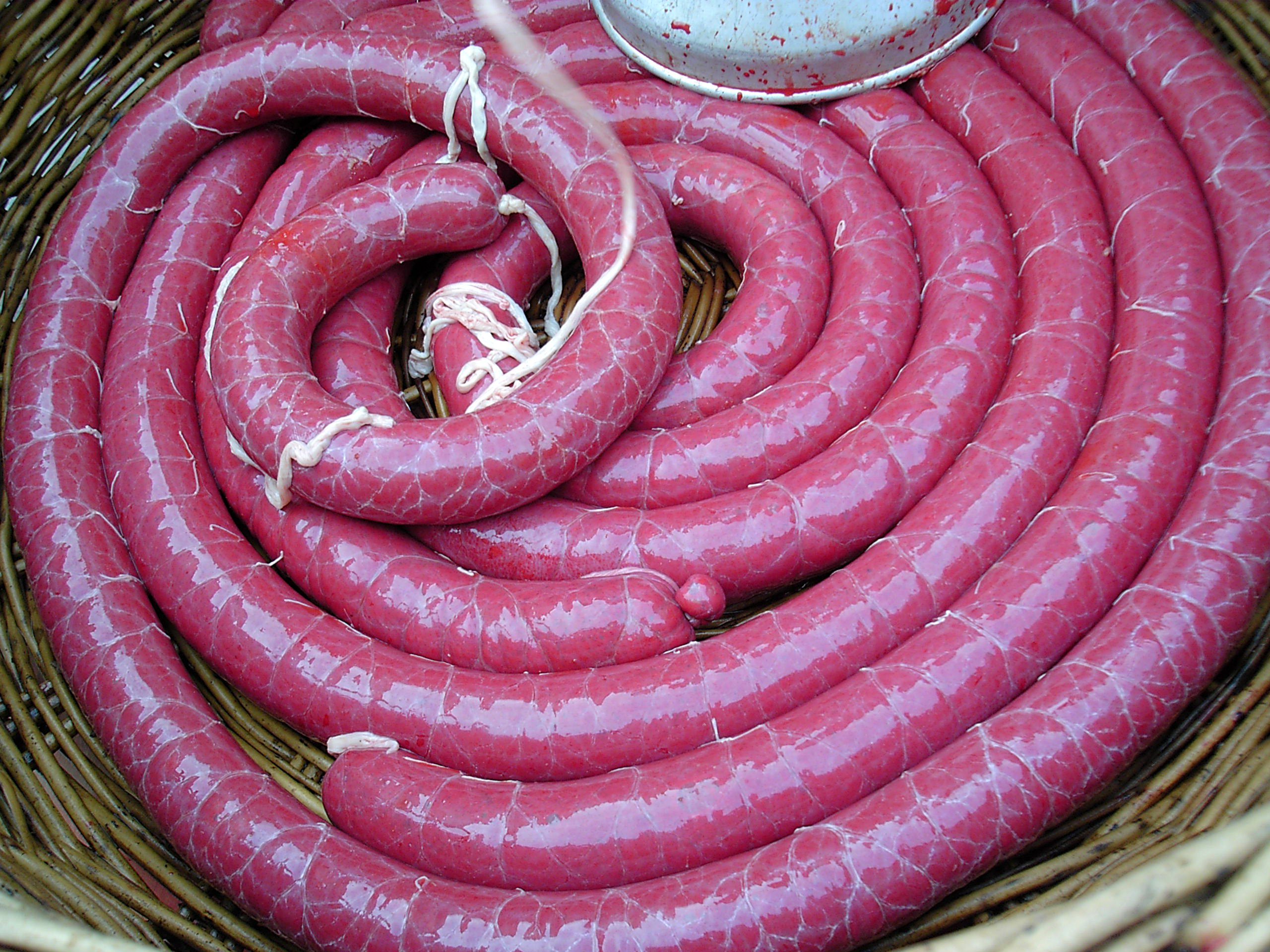
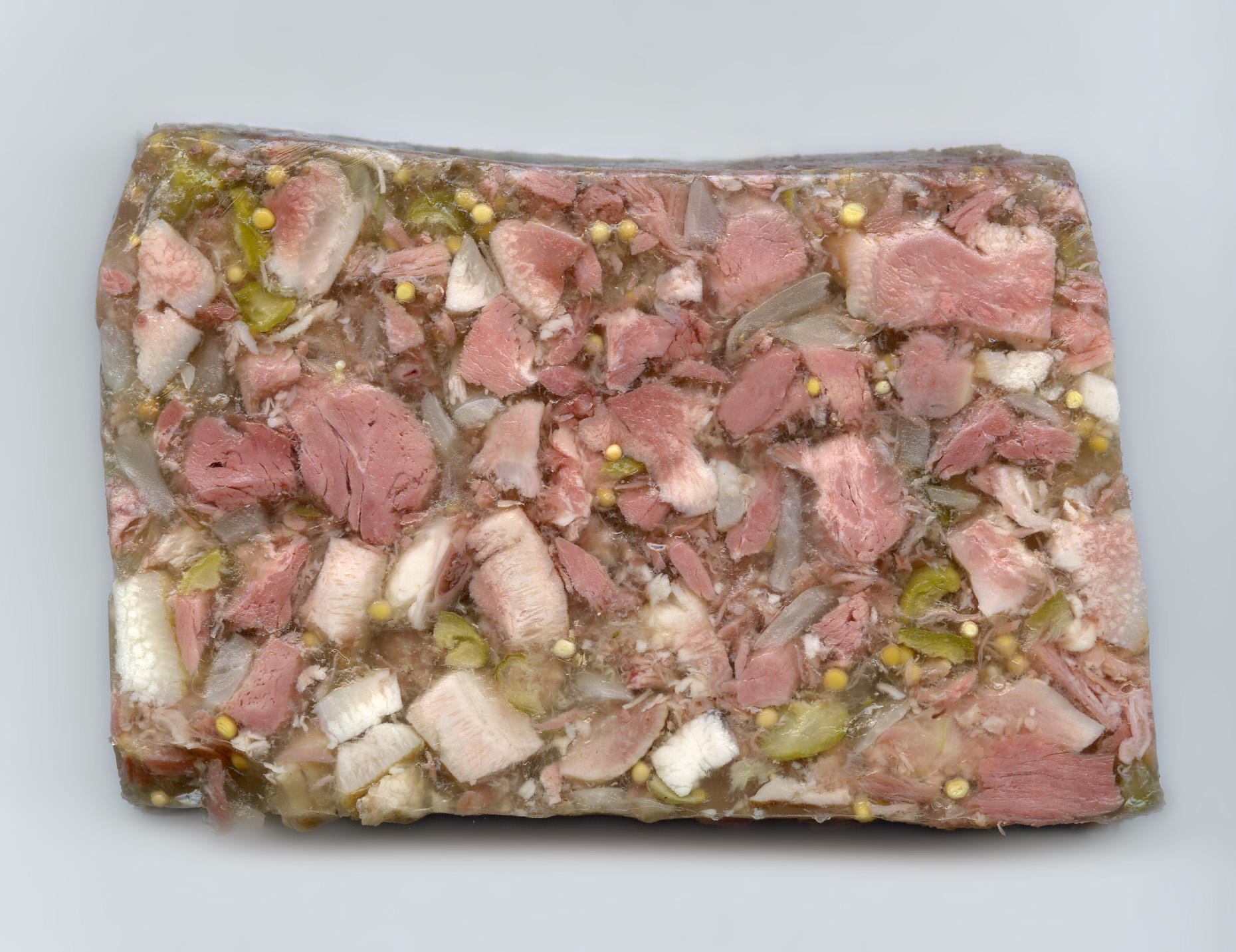

## 같이 보기
- 동유럽 요리